# نکته‌های ویرایش
نکته‌های ویرایش کتابی از علی صلح‌جو است که به‌صورت دایرةالمعارفی به مسائل گوناگون ویرایش در زبان فارسی پرداخته است.

## نقد و بررسی
مجتبی منشی‌زاده و ناصر نیکوبخت در مقاله‌ای به نقد این کتاب پرداخته‌اند.
نقد دیگری بر این کتاب نیز به قلم مهدی عصاره در شمارهٔ ۱۴ و ۱۵ نشریهٔ پژوهشگران منتشر شده استکه نویسنده در چاپ چهارم (۱۳۹۶) در مقدمهٔ ویراست دوم در این باره می‌نویسد: «نکته‌های ویرایش را چهار نفر نقد کردند: مهدی عصاره (پژوهشگران، ش. ۱۴ و ۱۵)، سایه اقتصادی نیا (جهان کتاب، ش. ۲۳۱–۲۳۲)، رامین کریمیان (جهان کتاب، ش. ۲۳۳–۲۳۴)، و مجید ملکان (مترجم، ش. ۵۰–۵۱). از هر چهار بهره بردم اما از نوشتهٔ ملکان بسیار بیشتر.» (نکته‌های ویرایش، ص ۲)